# Großfeldtastatur

Großfeldtastatur der Firma Igel

Eine Großfeldtastatur ist eine Tastatur, die speziell für Menschen geeignet ist, die aufgrund von motorischen Einschränkungen und Koordinationsproblemen nicht mit einer herkömmlichen Tastatur umgehen können.
Eine Großfeldtastatur zeichnet sich neben größeren Tasten (19–25 mm) auch durch einen gegenüber dem Standardmaß von 19 mm (Mitte-Mitte) größeren Tastenabstand (von etwa 25 bis 35 mm) aus, oft auch durch frei konfigurierbare Druckstärken und -zeiten. Bei vielen Großfeldtastaturen liegen die Tasten vertieft in kreisrunden Löchern einer Schablone eingelassen, die verhindert, dass durch ein Zittern der Hand mehrere Tasten gleichzeitig gedrückt werden; der Finger oder ein handgehaltenes Hilfsmittel zum Drücken lässt sich quasi auf einer Taste „einrasten“.
Ebenso ist es möglich, Funktionstasten wie Strg, Alt oder Shift einrasten zu lassen, um die Tastatur mit einer Hand zu bedienen. 
Für Menschen mit Sehbehinderung eignen sich Großschrifttastaturen.
Siehe auch: Kleinfeldtastatur